# Lomatogonium minus
Lomatogonium minus är en gentianaväxtart som beskrevs av Merritt Lyndon Fernald.
Lomatogonium minus ingår i släktet stjärngentianor och familjen gentianaväxter. Inga underarter finns listade i Catalogue of Life.